# Signe Rink
Signe Rink (24. januar 1836 i Paamiut –19. april 1909 i Oslo) var en grønlandsk forfatter og etnolog. Hendes fødenavn var Nathalie Sophie Nielsine Caroline Møller.
Hun var gift med humanisten og den danske administrator i Grønland, Hinrich Rink. Hendes forældre var kolonibestyrer i Paamiut, Jørgen Nielsen Møller og og Antonette Ernestine Constance Tommerup.
Signe Rink var født og opvokset i Grønland som datter af kolonibestyrer Jørgen Nielsen Møller i det daværende Godthaab, men blev i 1850 sendt på skole i Danmark. Under dette ophold mødte hun Hinrich Rink, som dengang mest var kendt for sin geografi. De giftede sig i 28. april 1853, da hun var 17 år gammel. Hinrich var 33 år gammel.
Hinrich og Signe var begge med til at starte Grønlands første avis, Atuagagdliutit, der blev etableret i 1861. De måtte imidlertid flytte fra Grønland i 1868 på grund af Hinrich' svigtende helbred. De flyttede først til Danmark, senere (1883) til Oslo, hvor deres datter boede. Det var derfra Signe fik skrevet om sine oplevelser på Grønland. Hun udgav flere bøger om Grønland og grønlænderne. Hun regnes som den første kvinde som skrev om grønlands kultur. Hun havde et fortrinligt kendskab til grønlænderne og det grønlandske sprog og skrev flere artikler herom (jævnfør oversigten under afsnittet "forfatterskab").
Efter Hinrichs død kæmpede hun for sikre de grønlandske kunstnere Aron fra Kangeq og Jens Kreutzmanns billeder for eftertiden. Hun oversatte bøgerne til dansk, engelsk og fransk. Billederne, som hun havde samlet, blev i 1905 opkøbt af Nationalmuseet i København, men kom tilbage til Grønland i 1982.

## Forfatterskab
- Signe Rink: Grønlændere; 1886
- Signe Rink: Grønlændere og Danske i Grønland; 1887
- Signe Rink: Koloniidyller fra Grønland; 1888
- Signe Rink (red.): Kajakmænd og Jægere. Fortællinger af grønlandske sælhundefangere; 1896
- Signe Rink: Vestgrønlænder Kateket Hanséraks Dagbog om de hedenske Østgrønlændere; København 1900
- Signe Rink: Fra det Grønland, som gik. Et par tidsbilleder fra trediverne; 1902
- Signe Rink: A comparative Study of two Indian and Eskimo Legends. Reprinted from the Transactions of the international Congress of Americanists 1902.[4]

### På internettet
- Signe Rink: "The Girl and the Dogs - an Eskimo Folk-Tale with Comments" (American Anthropologist 1898, s. 181-187)
- S. Rink: "Kalâlek = Karâlek at udlede fra Koræk og ikke fra «Skræling»" (Geografisk Tidsskrift, Bind 18; 1905) (Webside ikke længere tilgængelig)
- S. Rink: "Kalâlek = Karâlek at udlede fra Koræk og ikke fra «Skræling». Vikinge-Ordet «Skræling» og Saga-Navnene «Uvæge»s og «Vathilde»" (Geografisk Tidsskrift, Bind 18; 1905) (Webside ikke længere tilgængelig)
- S. Rink: "De to eskimoiske Racenavne Juït og Inuït" (Geografisk Tidsskrift, Bind 19; 1907) (Webside ikke længere tilgængelig)
- S. Rink: "Aleuterne. Sted- og Folkenavne" (Geografisk Tidsskrift, Bind 19; 1907) (Webside ikke længere tilgængelig)
- S. Rink: "Lidt om Grønlands Befolkningsspørgsmaal" (Geografisk Tidsskrift, Bind 19; 1907) (Webside ikke længere tilgængelig)